# Manneville-la-Raoult
Manneville-la-Raoult är en kommun i departementet Eure i regionen Normandie i norra Frankrike. Kommunen ligger i kantonen Beuzeville som tillhör arrondissementet Bernay. År 2022 hade Manneville-la-Raoult 482 invånare.

## Befolkningsutveckling
Antalet invånare i kommunen Manneville-la-Raoult
Referens:INSEE